# Hugbert (hertog)
Hugbert was tussen 725 - 736 hertog van Beieren uit het huis Agilolfingen. Hij had geen mannelijke opvolgers.
Na de dood hertog Theodo II in 717 ontstond er een troonstrijd onder zijn vier zonen, zijn oom Grimoald II van Beieren was de langst overlevende. Samen met Karel Martel 
zette Hugbert de strijd verder. In 725 sneuvelde Grimoald II, de onafhankelijkheid van het hertogdom kwam in gedrang. Hugbert zag zich gedwongen gebied prijs te geven en een tijdlang de wetten van de Merovingische koning Theuderik IV te volgen. Hugbert zette het plan van zijn voorganger om een onafhankelijke Beierse kerk te stichten voort. Bonifatius werd uitgenodigd het christendom te prediken. Hiermee herwon hij een stuk van zijn zelfstandigheid.